# 西尾長光
西尾 長光（にしお ながみつ、1929年2月18日- 2004年3月24日 ）は、日本の経営者。丸ヨ西尾社長を務め、セイコーマートの創立者でもある。

## 来歴・人物
北海道札幌市出身。札幌北の誉酒造社長の西尾長平の長男として生まれる。ルーツは石川県金沢市。旧制中学校二年生まで札幌で過ごし、残りの二年は旭川中学校（現・北海道旭川東高等学校）に通った。
1952年に早稲田大学第一商学部を卒業し、同年に丸ヨ西尾商店に入社、常務に就任。1954年に専務に就任し、1960年には北の誉酒造専務に就任し、1977年12月に副社長を経て、1978年に社長に就任。1985年11月に会長に就任。2001年から2004年まで、第15代札幌商工会議所会頭。
「西尾長光」は丸ヨ西尾商店の歴代社長が名乗る名前であり、セイコーマートの社名は「西・光」に由来する。
日本棋院北海道本部理事長を務め、2001年に大倉喜七郎賞を受賞。
2004年3月24日、食道癌のために死去。75歳没。
息子の西尾長幸は北海道ファミリーマート初代社長を務めた。